# Probles montanus
Probles montanus är en stekelart som beskrevs av Horstmann 1971. Probles montanus ingår i släktet Probles och familjen brokparasitsteklar. Arten är reproducerande i Sverige. Inga underarter finns listade i Catalogue of Life.